# Diphyus proximus
Diphyus proximus är en stekelart som först beskrevs av Peter Friedrich Ludwig Tischbein 1879.  Diphyus proximus ingår i släktet Diphyus och familjen brokparasitsteklar. Inga underarter finns listade i Catalogue of Life.